# Karate
El karate o kárate (del japonés 空手, literalmente, Mano Vacía) es un arte marcial tradicional basada en algunos estilos de las artes marciales chinas (wushu), y en otras disciplinas provenientes de Okinawa (isla perteneciente a Japón) como el Tegumi (手組?   lit. mano de agarre) y el Kobudō (古武道?   lit. el arte marcial ancestral). El nombre japonés se compone de los Kanjis "空" (Kara, 'vacío') y "手" (Te, 'mano'). A la persona que lo practica se la llama karateca.

## Origen y características

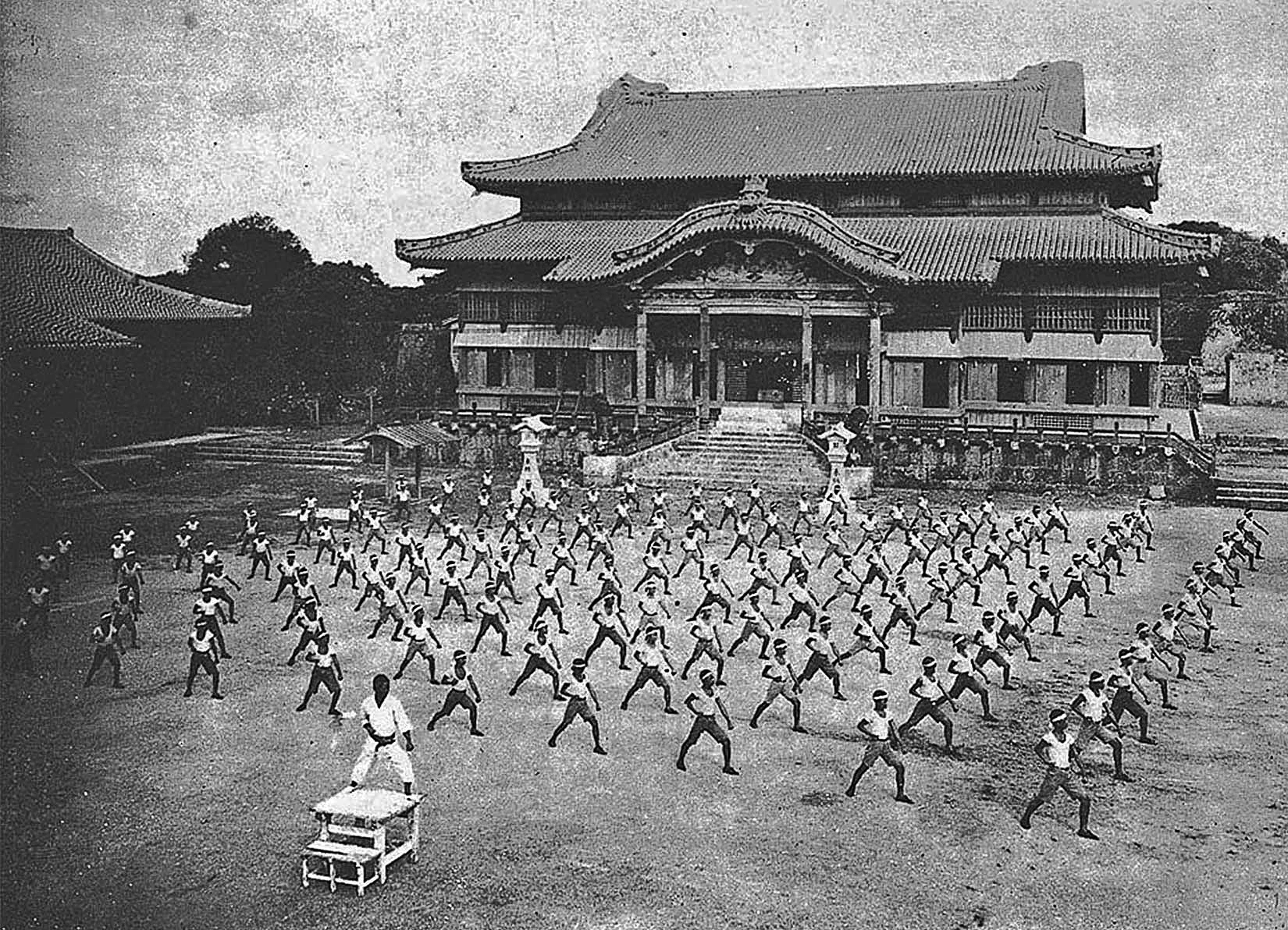
Entrenamiento de karate en Okinawa, Japón.

El kárate tiene su origen durante el siglo XV en las artes marciales nativas de las Islas Ryukyu, (hoy día Okinawa) caracterizadas por el uso de los puños llamadas (Te / Tō-te  / Toudi), siendo influenciado por técnicas provenientes de la lucha nativa; además de algunos estilos de artes marciales chinas (kung-fu) y en menor medida por otras disciplinas provenientes de otros países del sureste asiático como Tailandia, Filipinas e Indonesia. Ya, en el siglo XX este estilo marcial fue influenciado en un principio por varios conceptos técnicos, tácticos y filosóficos procedentes de algunas de las artes marciales japonesas modernas, como: el kendo, el judo, y finalmente el aikido. En un principio, el "Te" siendo el arte antecesor al karate moderno surgió de la necesidad de los guerreros nobles de la isla (los pechin) de proteger al último rey de Okinawa, Shō Tai, y a sí mismos de los varios abusos perpetrados por los guerreros con armadura (los samuráis), quienes hacían parte de los invasores japoneses pertenecientes al clan Satsuma, en el siglo XVII. Poco a poco, el "Te" fue desarrollado en el reino de Ryukyu, y posteriormente se expandió: se enseñó sistemáticamente en Japón después de la era Taisho en el siglo XX, donde fue renombrado como karate-Do, como consecuencia de los intercambios culturales entre los japoneses y los habitantes de las islas Ryukyu. Incorporándose así a la cultura de las artes marciales tradicionales del Japón.
El karate-Do de hoy en día se caracteriza fundamentalmente por el empleo de golpes de puño, bloqueos, patadas y golpes de mano abierta, donde las diferentes técnicas reciben varios nombres, según la zona del cuerpo a defender o atacar. Sin embargo el karate, no restringe su repertorio solo a estos, ya que además incluye: varios barridos, algunos lanzamientos y derribos, unas pocas luxaciones articulares; además de golpes a puntos vulnerables, y a puntos nerviosos, en su currículo. En los golpes del karate-Do se unifican la fuerza, la rapidez, la respiración, el equilibrio, la tensión y la relajación al aplicar un correcto giro de cadera y una conexión o sinergia muy precisa de músculos y articulaciones, trasladando una gran parte del peso corporal y del centro de gravedad al impacto. Generalmente, y a diferencia de otras disciplinas, se busca derrotar al adversario mediante un impacto contundente (o unos pocos), preciso y definitivo, buscando ser lo más eficaz posible. A ese concepto se le llama "Ikken hissatsu" o "un golpe, una muerte", de forma semejante a la estocada o al corte de una katana o sable japonés. El karate-do parte de la idea de forjar el cuerpo como un arma, de tal forma que se pueda llegar a defenderse y sin sufrir mayor daño, de ahí que en las escuelas tradicionales se haga tanto ahínco en el endurecimiento físico, con combates a contacto pleno y sin ninguna protección, de esa forma se logra endurecer y potenciar la mayoría de partes del cuerpo a la vez que otorga al practicante un control de sus golpes y un conocimiento de sus habilidades y límites.

## Historia moderna del karate en el Japón y antecedentes en Okinawa y China
Las sucesivas prohibiciones al porte de armas en la historia de la isla de Okinawa y la importancia dada a las artes marciales sin armas se debe a que la isla, mucho antes de ser anexada al Shogunato de Japón, ya era un puerto libre y reino independiente donde atracaban numerosas embarcaciones provenientes de varias partes de Asia (China, Corea, Tailandia, Indonesia, Filipinas). La isla de Okinawa fue asimismo el primer lugar donde llegó la nave del comodoro Perry de los EE. UU. en el siglo XIX antes de llegar a la ciudad puerto Yokohama, en el Japón, para obligar a los japoneses a abrir sus rutas comerciales; pues desde 1639 hasta 1853 tanto japoneses como okinawenses habían vivido aislados del mundo exterior por decreto del shōgun (líder militar) Tokugawa Iemitsu, hasta la época moderna (siglo XX), en que el último de los Tokugawa, Tokugawa Yoshinobu, cedió el poder total y definitivamente al emperador Meiji entre 1868 y 1902.
En la isla de Okinawa se vivía una situación naval y comercial de gran intercambio entre varios reinos, similar a la de las islas Filipinas, aunque con varias prohibiciones al porte de armas que se iniciaron en 1409 por el entonces rey Sho Shin, que favorecieron la unificación de los pequeños feudos en que se encontraba dividida la isla, evitando así futuras divisiones y conflictos entre los visitantes y los nativos. Estas medidas fueron luego enfatizadas de nuevo ya en 1609 por los guerreros samurái japoneses invasores pertenecientes al clan Satsuma, quienes confiscaron las armas restantes. Durante este periodo la vida fue aún más austera y restrictiva, obligando tanto a los nobles (Pechin) como al pueblo a desarrollar aún más los métodos de combate tanto con implementos agrícolas (kobudō), como a mano vacía (karate) respectivamente.

### La Era Meiji
Durante los siglos XIX y XX se encontraban establecidos ciertos estilos de acuerdo a la estricta división regional por clases sociales, y según el énfasis, entre los movimientos circulares o lineales, así como la preferencia por el combate a distancia media y larga. De esta forma, las principales variantes del Te, o mano practicadas en Okinawa eran: Shuri-Te, Naha-Te, y Tomari-Te. Cada una de ellas contaba con características particulares tanto en las técnicas como en los métodos de práctica. En este período tres maestros se encargaron de sistematizar y revivir la práctica del karate: Anko Itosu (Shuri-Te), Kanryo Higaonna (Naha-Te), y Kosaku Matsumura (Tomari-Te). Con el fin de integrarse al sistema educativo escolar militar japonés. En 1872 el emperador Meiji otorgó la isla de Okinawa al clan samurái Satsuma, y nombra a sus miembros como sus únicos representantes en el territorio. En 1879 el gobierno Meiji dicta: la abolición de la familia real 'Sho' de las islas Ryukyu, el exilio del rey Sho Tai, y crea la Prefectura de Okinawa.
Los términos empleados en esa época para denominar de manera general a estos estilos nativos fueron Te o Ti (手?   literalmente, "la mano"), Okinawa-Te (沖縄手?   literalmente, "la mano de Okinawa") y términos que a principios del siglo XX, fueron asimilados dentro del término genérico de kárate.

### Los principios delsigloXX
De 1901 a 1905 las escuelas de la prefectura de Okinawa comienzan a adoptar el tuidi como parte del programa de educación física. En esta época, el maestro Anko Itosu (糸洲安恒 Itosu Ankō?) cambió la pronunciación de 唐手 desde tode o tuidi a karate. Entre 1904 y 1905, Chomo Hanashiro (estilo Shorin Ryu) y posteriormente otros maestros empiezan a emplear por primera vez los kanji 空手 en lugar de los ideogramas 唐手. En 1933, en el capítulo dedicado a Okinawa reconocido por la asociación nacional de las artes marciales del Japón o Dai Nihon Butokukai se reconoce al kárate (空手 karate?) como arte marcial japonés.
Al karate se le conoce hoy en día como "el camino de la mano vacía". Siendo esta la interpretación de los ideogramas para el término arate-Do, popularizada en occidente por el maestro Masatoshi Nakayama, representante de la Asociación Japonesa de Karate (o JKA), que promovió el estilo Shotokan o (JKA) después de la Segunda Guerra Mundial (1939-1945), cuando se buscaba mostrar al Japón como un país pacífico ante la ocupación de los Estados Unidos, quienes prohibieron la práctica de las artes marciales por considerarlas un remanente del espíritu imperial del Japón. Esta traducción fue aceptada como alusión a la no inclusión de armas, o de ánimo bélico en el karate moderno. Sin embargo, hay que notar que todos los máximos exponentes y maestros del kárate; hasta muy recientemente, tenían conocimientos del arte del kobudo, o arte marcial del manejo de las armas tradicionales de Okinawa, como el bastón largo o bo, las macanas o tonfa, los tridentes o dagas sai, los molinos de arroz/ bridas del caballo, o nunchaku, las hoces de segar o kama, los nudillos de hierro o tekko, etc. Incluidas y preservadas hoy en día como un arte marcial por separado, aunque preservado dentro de algunos estilos de karate. Así mismo, han sido varios los maestros de kárate que practicaron de manera paralela el arte del sable japonés moderno o kendo, y/o el arte moderno de la lucha o Judo. También, otra traducción de la palabra karate es "la mano que emerge/contiene al vacío, al todo" o "la mano del absoluto", "el camino de la voluntad". Podría hablarse inclusive del "camino del absoluto" debido a la profundidad filosófica, física y técnico-táctica del arte no solo en lo físico, sino en su posible aplicación mental y a la vida diaria, llegando a definir la vida de algunos practicantes. Otra posible traducción es "el camino de la mano y de la vida" pues el vacío o "kara" filosóficamente lo contiene todo; como esencia sin ataduras, sin juicios, sin límites, sin forma.
Si bien se reconocen como los precursores del karate clásico a los maestros Kanga Sakukawa ( también conocido como To-de Sakukawa) y Sokon Matsumura, así como a sus discípulos: Chutoku Kyan, Asato Ankō, Anko Itosu, entre muchos otros. Fue uno de sus alumnos de tercera generación, el maestro Gichin Funakoshi, el fundador del karate estilo Shotokan, a quien se le conoce como el "padre del karate moderno", siendo el mayor responsable de haber introducido y popularizado el karate en las islas principales de Japón. Sin embargo hay que notar, que durante el inicio del siglo XX varios otros maestros de Okinawa estuvieron dedicados a la enseñanza, por lo que fueron también responsables del desarrollo del karate en las islas principales del Japón. Gichin Funakoshi fue estudiante de Asato Ankō y Anko Itosu (quienes habían trabajado para introducir el karate en el sistema escolar de la prefectura de Okinawa desde 1902). Durante esta época, los maestros destacados que también influyeron en la difusión del karate en Japón incluyen a Kenwa Mabuni (estilo Shito Ryu), Chojun Miyagi (estilo Goju Ryu), Motobu Chōki (estilo Motobu Ryu), Kanken Toyama (estilo Shudokan, quien incluso instruyó a los coreanos de los que surgiría el taekwondo ) y Kanbun Uechi (estilo Uechi Ryu). Este fue un período turbulento en la historia de la región, que incluyó eventos como la anexión del archipiélago de Okinawa al Japón en 1872, la primera guerra sino-japonesa (1894-1895), la guerra ruso-japonesa (1904-1905), la invasión y anexión de Corea (1910-1945), y el ascenso del militarismo japonés (1905-1945), además de la Segunda Guerra Mundial (1939-1945).
La primera demostración pública del karate en el Japón fue en 1917 en el Butoku-den de Kioto, por Gichin Funakoshi. Esta y posteriores demostraciones dejaron bastante impresionados a muchos japoneses, entre ellos al príncipe heredero Hirohito, que quedó entusiasmado con el arte marcial de Okinawa. En 1922, el Dr. Jigoro Kano, fundador del arte japonés del Judo, invitó al maestro Funakoshi al Dojo Kodokan para hacer una demostración y permanecer en Japón para enseñar karate. Este patrocinio fue clave para el establecimiento y posterior desarrollo del karate en Japón. Sin el respaldo del maestro Kano, el arte marcial okinawense, considerado hasta entonces como un "arte campesino, provincial, atrasado", habría sido despreciado aún más por los japoneses. Por otro lado, en el año 1929 el Maestro Kenwa Mabuni se instaló en la ciudad de Osaka para enseñar su estilo de karate, el karate Shito Ryu.
En 1949 se fundó la Asociación Japonesa de Karate (o JKA según sus siglas en inglés, o Japan Karate Association). Liderada por un alumno del Funakoshi. El maestro Masatoshi Nakayama. La JKA realizó los primeros campeonatos de kárate del Japón en 1957. La asociación pretendió inicialmente agrupar a los diferentes estilos del arte, a medida que popularizaba su práctica en occidente; pero finalmente se convirtió en la representante a nivel mundial del karate estilo Shotokan variante JKA o Kyokai, como es conocido en Japón.

## Detalles rituales de la práctica

### Vestimenta
El uniforme de práctica (gi) empleado en el karate es el keikogi o karategi, (gi = traje) compuesto por una chaqueta, pantalones y un cinturón. El karategi se deriva del judogi, dada la influencia de Jigorō Kanō fundador del arte marcial y deporte olímpico del Judo; a principios del siglo XX en las artes marciales japonesas modernas o Gendai Budō.
Actualmente, existen dos tipos de karategi para competición: el de kumite o combate, que es más ligero, y el de katas o formas, que es más grueso y pesado.

### Obi(cinturones)
La existencia de cinturones varía de unos estilos a otros, pero por lo general suelen ser reconocidos: los llamados grados Kyu o cinturones de nivel inferior, e intermedio y los Dan o cinturones negros superiores.
Tomado el modelo del Judo, se establecieron los grados kyus o cinturones de nivel inferior. Los kyus comienzan con el blanco para los principiantes. Con el aprendizaje progresivo de las técnicas se va subiendo de nivel y va cambiando el color del cinturón. Al blanco (Rukkyu) le siguen, el celeste (Raitoburū), el amarillo (Yonkyu), el naranja (Sankyu), el verde (Nikyu), el azul, el marrón (Ikkyu), el negro (Kuroi) (Maestro), el rojo-blanco (Sensei) y por último el rojo (Sensei), aunque con puntos intermedios entre una mezcla del anterior con el posterior (celeste-amarillo, amarillo-naranja, naranja-verde, verde-azul, azul-marrón y marrón-negro). No obstante, los cinturones de colores también pueden variar según las escuelas, ya que en algunas escuelas alteran el orden de los colores, o quitan alguno de los colores antes nombrados.
Estos cinturones intermedios se dan a los alumnos que tienen poca edad (aproximadamente hasta los 13-14 años) porque aprenden más lentamente y el hecho de poder examinarse de estos cinturones evita su aburrimiento al tener que esperar para pasar de un cinturón a otro. La Federación Mundial de Karate (WKF) establece como requisito el tener una edad mínima de dieciséis años para estar en posesión de primer dan. Los cinturones intermedios son los siguientes: celeste-amarillo, amarillo-naranja, naranja-verde, verde-azul y azul-marrón. Después de este último se pasa al marrón y después directamente al negro.
Una vez se es cinturón negro, se sigue aumentando progresivamente en grados, llamados danes. La numeración es ascendente, de primer a décimo dan:
1.er dan (Shodan), 2.º dan (Nidan), 3.er dan (Sandan), 4.º dan (Yondan) y 5.º dan (Godan). De ahí en adelante, en la normativa actual de algunos estilos el color del cinturón cambia, pasando a ser: 6.º dan (Rokudan), 7.º dan (Sichidan) y 8.º dan (Hachidan) de color rojo-blanco, mientras que el 9.º dan (Kudan) y el 10.º dan (Judan) pueden ser de color rojo, que es el último nivel existente. Jigoro Kano fue quien quiso establecer las rayas alternativas de color blanco y rojo a partir del 6.º y 7.º Dan y el cinturón rojo para el 9.º y 10.º Dan ya que un cinturón negro se desgasta después de muchos años y vuelve a convertirse en blanco simbolizando el fin filosófico del color. Por ello, se añaden las franjas rojas en el color blanco cuando se llega a tan alto nivel.
Al margen de la Federación, las distintas escuelas y estilos suelen seguir sus propios sistemas sin atender en muchos casos lo establecido por este organismo. Esta numeración varía según la escuela, siendo lo habitual en la actualidad siete grados, pero manteniéndose en algunas escuelas tradicionales un sistema de cinco danés. Tradicionalmente era solamente hasta el 5.º dan; esto por varias razones: una es la que se asocia a la progresión con los cinco círculos del legendario guerrero samurái Miyamoto Musashi; algunas escuelas aun mantienen hasta el 5.º dan, generalmente las más tradicionales o que tienen una relación directa con el maestro fundador del karate Shotokan Gichin Funakoshi, tales como por ejemplo: Shotokai y Shotokan of America (o SKA), ya que según la escala del maestro Funakoshi el grado más alto era el 5.º dan; de hecho, en la época en la que Funakoshi aprendió el arte del tuidi, to-de o te, aun no existían los grados dan, sin embargo muchas escuelas alejándose de la parte tradicional han adquirido hasta el décimo dan.

### Sensei
Sensei (先生?) es el término japonés con el que se designa a un maestro, a un sabio o a una persona docta. Fuera del Japón se emplea sobre todo en el mundo de las artes marciales tradicionales o gendai budō (entre estas, el Aikido, el karate-Do, el Judo, el Kendo, etc.). Literalmente, el término sensei significa 'el que ha nacido antes', a partir de los caracteres kanji sen (先 antes?) sei (生 nacer, vida?). O bien, desde la filosofía, como 'el que ha recorrido el camino', un guía.

### Shihan
Artículo Principal: Shihan
Shihan (師範?) es un término del idioma japonés, generalmente usado en las artes marciales procedentes de Japón como un título honorífico para referirse a los maestros de maestros en un estilo específico.
Las diferentes organizaciones de artes marciales tienen diversos requerimientos para el uso del término en carácter de título honorífico, generalmente involucra ciertos derechos como el de usar símbolos especiales que identifican el rango y otorgar grados en el arte en el cual se ostenta.
Por ejemplo en la organización del arte del ninjutsu, la Bujinkan se genera el derecho cuando los otros Shihan se refieren a la persona con ese título (debe tener como mínimo 10 dan, ya que esta organización son 15 el máximo), en Judo, y en aikidō se llega al título de Shihan al alcanzar al menos el grado de sexto dan.
En karate se llega a este título en cuarto dan con el nombramiento de Shihan-Dai, posteriormente pasado el séptimo dan se le nombra Shihan únicamente, en noveno y décimo se nombra Soke.
Los cinturones de estos shihanes varían según la organización a la que pertenezcan siendo muy habitual la utilización de una franja roja en medio del cinturón el cual va creciendo al mismo tiempo que el Shihan avanza de grado hasta que en el décimo dan o soke la franja cubre toda la cara frontal del cinturón, pero en los sistemas los cuales llegan hasta séptimo dan este es de color rojo con blanco.

### Saludos y cortesías
Antes de comenzar la práctica y al terminarla, y también antes de comenzar un ejercicio específico, se realizan sencillos Rei (saludos) como ritual, con el fin de que los practicantes interioricen los valores de cortesía y respeto por los demás. Estos saludos consisten en inclinaciones del tronco sentados o de pie, hechos en grupo o por parejas según el momento, y al entrar y salir de la clase o el tatami (estera). A veces se acompaña el saludo con la expresión "¡Oss!". Algunos de esos saludos son:
- Seiza: arrodillarse sentado sobre los talones
- Za rei: saludo de ceremonia
- Shomen ni rei: saludo al frente
- Shihan ni rei: saludo a los grandes maestros (presentes personalmente o en una foto)
- Sensei ni rei: saludo de los alumnos a los maestros.
- Otagai ni rei: saludo de unión entre todos.

Además en las enseñanzas de karate hay que respetar ciertas normas como esperar a la orden del instructor para dar por finalizado un ejercicio o realizar ciertas acciones, no conversar en la clase, prestar atención siempre que el instructor explique algo, tener siempre una actitud constructiva cuando se hable, etc.

## Técnicas, tácticas y métodos de acondicionamiento
En el kárate hay un gran uso del ki o intención emocional, además de una alineación corporal precisa. Los katas o formas/coreografías y las formas de defensa son esquemas rítmicos, pero rígidos. Las técnicas utilizan diferentes partes del cuerpo para golpear, como las manos (canto, palma, dedos, nudillos), los pies (talón, borde externo, borde interno, planta, base o punta de los dedos), los codos, los antebrazos, las rodillas o la cabeza, o el hueso tibial, en las técnicas de patadas bajas a los muslos o "low kicks"/ gedan geri.
Actualmente el karate, Deriva su metodología de enseñanza del método "Kaisen" o búsqueda del mejoramiento continuo por medio de la repetición, la observación, el análisis, la retroalimentación, la ejecución y la repetición consciente (incluyendo sus aspectos físico, técnico, táctico y de condicionamiento psicológico ritual). Este método de enseñanza es común a las artes marciales tradicionales contemporáneas del Japón (Gendai Budō). El kárate asimismo toma su sistema de grados por cinturones (kyu-dan), varios de sus barridos a los pies y uniforme del Judo.
En las primeras etapas, es decir en los grados kyu o de cinturones de colores, hasta el grado de cinturón negro 1 Dan; se busca que el practicante del arte desarrolle: la correcta alineación corporal, el ajuste (o relación tensión - relajación ), los bloqueos/chequeos, las esquivas, los golpes a puntos vulnerables, los desplazamientos, los barridos, los contraataques, y el acondicionamiento físico específico caracterizado por el "endurecimiento" y/o desensibilización de varios segmentos corporales. Posteriormente, ya en los grados superiores se da un mayor énfasis a: los lanzamientos y derribos, los golpes a puntos vitales, algunas luxaciones articulares, incluyendo unas pocas estrangulaciones, y varias técnicas de combate desde el suelo; como barridos, atrapes y luxaciones. Y finalmente tras muchos años de práctica se llega al tratamiento de lesiones, los métodos de reanimación y el estudio de los circuitos metabólicos y nerviosos de estimulación o depresión energética por "puntos vitales", o "kyusho" como ocurre en las disciplinas predecesoras del arte, siendo estas las artes marciales chinas.

### Métodos, medios y objetivos de la práctica
Las técnicas, tácticas, estrategia y métodos propios de preparación física del kárate están descritos de la siguiente manera:
- JUNTAI TAISO: Métodos de calentamiento y acondicionamiento físico que incluyen rotación articular, gimnasia militar o calistenia y estiramiento.
- HOJO UNDO: Métodos de fortalecimiento y desensibilización ósea (conocidos erróneamente como endurecimiento, pues las adaptaciones se pueden dar solo hasta la etapa adulta ) por medio del entrenamiento con aparatos tradicionales como: el poste de golpeo o makiwara (del que hay varios tipos), el marco de hierro o "kongoken", los jarrones de boca ancha o "nigiri kame", los martillos de hierro o "shishi", las asas de piedra o "sashi", los zuecos/ sandalias de plomo o hierro o "tetsu geta", la barra de hierro o "tan tou", y otros.
- KOTE KITAE: Ejercicios de acondicionamiento físico específico, endurecimiento y/o desensibilización corporal realizados en parejas o en sí mismo mediante golpeo, masaje, pinzamientos, y/o uso de los puntos de presión.
- KATA KITAE o TANREN KATA: Uso de algunas formas seleccionadas dentro de los diferentes estilos, como por ejemplo: las katas Naihanchi / Tekki o la kata Sanchin; para verificar el uso correcto de la respiración, la tensión- relajación y la alineación corporal, en los diferentes movimientos de defensa y ataque.
- UKE WAZA / UKETE: Técnicas de bloqueo interceptando/ recibiendo la extremidad que golpea.
- HARAITE / SUKUITE / KAKETE / NIGIRITE / KAKIWAKE: Técnicas de chequeo, o desvío, tracción, agarre - sujeción, o control de la extremidad(es) del adversario mientras se le golpea.
- DACHI / TACHI WAZA: Posiciones base, y uso de estas desde lo simbólico, hacia lo físico y mental, o para defensa, ataque o contraataque, en combinación con las técnicas de golpeo, o por sí solas. las más usadas son: keisoku dachi, musubi dachi, heiho dachi, hachiji dachi, naihanchi dachi, moto dachi, zenkutsu dachi, kiba dachi, shiko dachi, fudo dachi, sanchin dachi, neko ashi dachi, Renoji dachi, y kosa dachi.
- ATEMI WAZA: Técnicas de golpeo a punto vulnerable, se dividen a su vez en : "Tsuki Te: Técnicas de golpeo directas o con trayectoria rectilínea como: seiken (puño de carnero), ippon ken (puño del Fénix), nukite (mano lanza), y otras variantes. Y "Uchi Te": Técnicas de golpeo indirectas y/o con trayectoria angular o circular como: shuto / te-gatana (mano sable), tetsui / kensui (mano martillo), uraken (puño invertido), Shotei (palma de Buda), y algunas otras.
- ASHI SABAKI: Tácticas o desplazamientos, buscando avanzar, retroceder, esquivar, amagues y fintas; en ataque o defensa.
- CHINKUCHI: O conexión total del cuerpo, y la respiración al golpear.
- GAMAKU: O Anulación de tendones, principio que permite transferir la mayor potencia a los golpes, estabilizado la postura, evitando el retroceso; por medio de la sinergia músculo-tendo-ligamentosa de la cintura y piso lumbo-pélvica adecuada, junto al movimiento de la cadera, y el uso del centro de gravedad; permite perforar y traspasar el objetivo.
- KIME: Intención emocional que junto con la conexión corporal / sinergia muscular condicionada mediante el entrenamiento, permite depositar la potencia del golpe al objetivo, más que perforarlo. No es, ni empujarlo o golpearlo de forma percutante.
- NAGE WAZA: Técnicas (algunas) de lanzamientos y derribos, tomadas inicialmente de la lucha de Okinawa o " Tegumi", y posteriormente reinterpretadas, y perfeccionadas basándose en algunas de las técnicas de proyección de cadera, pie, hombro y mano provenientes del Judo japonés.
- GARI/ASHI WAZA: Técnicas de segado o barrido, y desequilibrios tomados inicialmente del kung-fu/wu shu chino, y posteriormente tomadas de las técnicas de barridos a los pies del Judo. Sin embargo el karate ha desarrollado técnicas propias de barrido, proyección y lanzamiento ante los diversos tipos de patadas.
- KUZUSHI WAZA: Técnicas de desequilibrio físico y mental del oponente.
- MA-AI: Manejo técnico-táctico y psicológico de la distancias larga, media y corta, incluido en las opciones de ataque, defensa y contraataque.
- TAI SABAKI: Tácticas de movimiento corporal en esquiva corporal conjunta.
- RITZU o HYOSHI: Tácticas basadas en el ritmo de los movimientos en ataque, defensa o contraataque.
- NAGARE KOMI: Tácticas de flujo y continuidad de las acciones técnicas en combinación.
- FUMI WAZA: Técnicas de aplastamiento sea de articulaciones, o huesos.
- KERI WAZA: Técnicas de golpe con los pies / patadas, según su uso pueden ser keage, o percutantes o de "latigazo"/ finta, kekomi, o penetrantes, y fumikomi o para aplastar. Y según su trayectoria: mae o de frente, yoko o de lado, ushiro o hacia atrás, y mawashi o circulares.
- IBUKI WAZA: Técnicas y patrones de respiración según su duración; se realizan con y sin apnea.
- UKEMI WAZA: Técnicas de caídas, tomadas inicialmente del Judo, y recientemente de las artes marciales del Aikido, y del jiu-jitsu pero adaptadas posteriormente a la competición, evitando al oponente golpear, permitiendo el combate desde el suelo, buscando retomar la posición de pie.
- RENRAKU WAZA: o combinaciones, técnicas preestablecidas, continuas a puntos vulnerables, ejecutadas según las superficies expuestas, y/o las diferentes reacciones del oponente a los impactos, en un entorno de práctica, a mutuo acuerdo.
- RENZOKU WAZA: o encadenamientos se caracterizan por ser una sucesión de movimientos "libres" adaptados según la reacción biomecánica del adversario, a las técnicas o táctica, en los encadenamientos cada movimiento tiene una función y un objetivo específico, el objetivo de cada movimiento siguiente del ejecutante depende del movimiento anterior del adversario.
- KYUSHO WAZA: Técnicas de control del adversario por presión, fricción o golpeo angular a punto(s) vital(es), en solitario o en secuencia.
- KAKIE: segmentos o manos que envuelven, ejercicios para la aplicación de las diversas técnicas y tácticas, que ilustran los principios del combate a corta distancia (te-no-te). Siendo estos: iri-kumi (conexión con el ataque del adversario, adaptando los patrones de movimiento encontrados en las formas o "katas" según el tipo de ataque, y practicados en pareja con anterioridad), ju-no-ri (ceder), muchimi (adhesión o pegado), itsuku (colapso o desequilibrio del adversario), yomi (percepción sensible en relación con los demás segmentos corporales del oponente, al entrar en contacto). La práctica consciente del kakie, junto con la práctica de las formas o "katas" y su comprehensión o "bunkai"; permite incluir con fluidez golpes, luxaciones articulares, desequilibrios, lanzamientos, derribos y barridos. Siguiendo combinaciones preestablecidas o "renraku", como forma de llegar a los encadenamientos o "renzoku".
- TAMASHIWARI WAZA: Técnicas de rompimiento de materiales; se consideran activas si se golpea el material (madera, cerámica, hielo) de forma penetrante, o de forma percutante explosiva; y pasivas si es el practicante quien recibe el impacto del material elegido sobre su cuerpo o extremidades. Buscan probar la efectividad de las técnicas, y desarrollar la potencia adecuada para las mismas fuera del ámbito deportivo. Estas técnicas en su versión activa dan al practicante la elección de cuando destruir y cuando no. Asimismo, en su versión pasiva enseñan al practicante como recibir/ encajar un golpe, mediante la tensión muscular local, la posición adecuada y el control de la respiración.
- TOBI WAZA: Técnicas de golpeo en salto.
- SHIME WAZA: Técnicas de estrangulación (solo algunas).
- KANSETSU WAZA/ TUITE: Técnicas de luxación articular (solo algunas generalmente aplicadas a las extremidades superiores: hombro, codo, dedos y unas pocas aplicadas a la rodilla o tobillo). Pueden usarse en solitario o en conjunto con otras técnicas
- KATAME WAZA: Técnicas de inmovilización. Difieren de las sumisiones encontradas en el Judo o el jiu-jitsu al ser desarrolladas como maneras de arresto y conducción de un oponente en pie. O bien con el oponente en el suelo y el ejecutante de pie.
- BUNKAI: De-codificación, análisis y clasificación de las diversas acciones encontradas en los katas. Teniendo en cuenta: 1. La significación simbólica de algunos de los movimientos; 2. Aplicaciones de los movimientos para la defensa personal real por golpe, luxación, estrangulación, atrape, interceptación; pero conservando la trayectoria y dinámica de los gestos, teniendo en cuenta las distancias larga, media, y corta (omitiendo el combate en el suelo). Y 3. como medios de acondicionamiento físico y/o mental. Tradicionalmente el bunkai se clasifica como: Omote (o de significado evidente), Ura (o con significado oculto) y Oyo (o de interpretación "libre"). El bunkai es una etapa más de comprensión que permite llegar a una mayor libertad en el combate libre no deportivo, o a corta distancia; junto a la práctica consciente y constante de los fundamentos básicos o "kihon", las formas o "kata" y los ejercicios de asimilación o "kakie" y el correspondiente acondicionamiento corporal o "hojo undo".
- HIN-TI / HENKA KATA : Concepto relacionado con la antigua forma de enseñar el kárate, es decir por transmisión oral de una kata, a un discípulo o en grupos pequeños; se trata de los cambios en las versiones y enseñanzas de una misma forma para adaptarla más al biotipo, capacidades e inteligencia emocional del practicante, siendo la razón de la evolución de un kata durante la vida de un mismo maestro, con el fin de aplicarla en defensa personal.
- KOPPO WAZA: Técnicas de tratamiento de lesiones articulares, por medio de masaje, manipulación corporal y desbloqueo articular.
- KUATSU WAZA: Técnicas de reanimación corporal, por medio de manipulación corporal (masaje, presión, fricción) y uso de los puntos de presión.
- NE WAZA: técnicas de combate desde el suelo, incluye el uso de las caídas, guardias, desplazamientos, bloqueos, y contraataques mediante atrapes, patadas, golpes, barridos y luxaciones a los miembros inferiores del oponente quien está de pie, buscando además retomar la posición en pie lo antes posible. A diferencia del Judo, el Jiu- jitsu o la lucha libre occidental, disciplinas en las que se continúa el combate en el suelo.

Nótese que en su parte metodológica, la enseñanza y el entrenamiento del karate, se divide por lo general según los siguientes objetivos de enseñanza:
- En Karate-Do moderno y karate deportivo: Kihon, Kata, ippon kumite, y Shiai kumite.
- En karate tradicional y de autodefensa: Kihon, Hojo Undo, kata, Bunkai, kakie, ippon kumite, ju kumite.

### Kihon (movimientos básicos)
Series de técnicas básicas ejecutadas por separado o en combinación con otras, en varias direcciones, ejecutadas al aire de forma fluida (para estudiar los detalles) o con fuerza (para practicar la velocidad, intensidad, etc) o contra implementos, como el makiwara, el saco, los guantes de foco, etc. (para practicar mejorando el impacto). Se busca mejorar la alineación corporal, el tomar conciencia del alcance de las diferentes técnicas, desarrollar coordinación lineal y cruzada, tomar conciencia de la sinergia muscular (conexión) necesaria de los grupos musculares específicos a ser usados en cada técnica, desarrollar los reflejos y la velocidad de reacción, desarrollar la flexibilidad gestual, reforzar el condicionamiento neural motriz, trabajar de diferentes maneras la respiración, desarrollar la intención emocional, además de potenciar la autoconfianza.
Después del Kihon se pasa a aprender los Kata, que son secuencias preestablecidas de esas técnicas, elaboradas por maestros para practicar un subestilo de autodefensa dentro del karate o aspectos concretos del mismo.
Se considera parte del Kihon el combate preestablecido con técnicas tradicionales de ataque y defensa en secuencia, o combinaciones de estas, realizadas por parejas a 5, 3, y 1 paso, o kihon kumite, esta práctica es similar al bunkai pero mucho más simplificada.

### Kata o forma
Kata significa "forma". A nivel básico, se toma como una sucesión de técnicas de defensa y ataque enlazadas y coordinadas contra uno o varios enemigos imaginarios. Siempre siguiendo el embusen: la línea imaginaria para realizar la kata.
Todo el volumen de técnicas, tácticas y algunos apartados de acondicionamiento físico para la práctica de esta arte marcial se encuentran resumidos en los Katas. El Kata es la base, el fundamento del entrenamiento clásico del Karate como arte marcial y método de defensa personal civil. Deben ser decodificados, interpretados, practicados y aplicados mediante la práctica del bunkai.
Casi la totalidad de los Katas son de origen chino, modificados por los maestros de Okinawa y readaptados por los japoneses. Cada estilo trabaja y estudia ciertos katas, variando los tipos y número de katas en cada estilo y habiendo diferencias (en ocasiones notables) de un estilo a otro en un mismo kata (ritmo, trayectoria, uso de las distancias, aplicación de la potencia, énfasis en técnicas a mano abierta o cerrada, de corto o largo alcance, etc).
Respecto de los orígenes históricos de las katas cabe destacar la investigación llevada a cabo por el antropólogo español Pablo Pereda sobre el antiguo To-De Okinawense, que las enlaza con algunas técnicas espirituales usadas en el taoísmo. Su trabajo está publicado por la Universidad de León, España.
La inclusión de la modalidad de katas para competición ha sido sujeto de controversias durante décadas. Para los tradicionalistas desvirtúa el karate tradicional, al dejar a un lado varias acciones motrices puntuales que son modificadas para la estética de la competición, y al perder parte de la adaptación motriz necesaria para la defensa personal. Para los seguidores del karate deportivo fomenta el trabajo uniforme de la técnica básica y el entrenamiento memorístico de la misma. En el kata de competición se prefieren movimientos casi gimnásticos, ejecutando gestos más vistosos, (como las patadas altas), o amplios y/o cortos pero muy rápidos, distintos de la aplicación a la defensa personal original, a media y corta distancia. Los rangos de movimiento tienden a ampliarse, así como varios de los movimientos se han hecho más explosivos con el fin de hacerlos más vistosos. Con esos cambios, es de notarse que gran parte de este tipo de movimientos deportivos no son prácticos y eficaces en una situación de defensa personal real.
Durante la competición, en la modalidad de katas o formas tipo WKF (World Karate Federation) se enfrentan dos contrincantes. Cada uno llevará un cinturón de color rojo y azul. El color del cinturón se sortea antes de la competición, siendo totalmente independiente del grado de los participantes. El participante Aka (rojo) será el que ejecute su kata primero, y Ao (azul) ejecutará su kata en segundo lugar. El jurado valorará y comparará ambas ejecuciones y el ganador se decidirá mediante la puntuación establecida por estos, como dice la nueva normativa de la WKF. Si son tres árbitros, el que reciba dos banderas a favor será el vencedor; si son cinco, deberá conseguir un mínimo de tres banderas a favor. Si uno de los dos participantes se equivoca durante su ejecución será directamente eliminado, ganando así el oponente.
En el caso de competición por equipos, serán tres personas por equipo, se observan, entre otros: la sincronía de los participantes, la explosividad y la secuencia técnica. Solo el karateka en el centro del grupo indicará el nombre del kata y dará la orden de comenzar,

### Kumite (combate)
Kumite significa "entrelazar/ cruzar / unir las manos" o "combate". Es la aplicación práctica de las técnicas a un enfrentamiento contra un oponente real.
En el karate actual, existen varios tipos de combate, o kumite, según sea la finalidad de la práctica, sea tradicional o deportiva, así:
- Kihon kumite, o combate de aprendizaje y corrección técnico- táctica, preestablecido por pasos, generalmente realizado en parejas.
- Bunkai Kumite o combate semi-libre de estudio y aplicación, con intención práctica y realista (exceptuando las patadas altas y haciendo énfasis en las distancias media y corta) de las técnicas para defensa personal, incluidas en los katas.
- Shiai kumite, o combate deportivo o de competición, golpeando solo con superficies de impacto permitidas ( fundamentalmente haciendo uso del empeine y los puños), con equipamiento como guantes y botines, y en áreas de contacto válidas que limitan el impacto de las técnicas, donde se busca "marcar" de forma explosiva pero no golpear.
- Shiai kata bunkai Kumite, o combate basado en coreografía y acrobacia deportiva usado en las competiciones de forma o "kata" en grupo donde se recrean de forma artística los movimientos tradicionales.
- Shiai Ju Kumite, o combate deportivo a pleno contacto, en competiciones donde el reglamento permite golpear buscando el impacto y la victoria por nocaut. Hoy día, este tipo de kumite es casi exclusivo del karate estilo Kyokushinkai, y de otros deportes de contacto, como el Kickboxing, el boxeo y las Mma.

El desarrollo de los diferentes tipos de combate o kumite, se inició, por el kihon kumite, o combate de aprendizaje por medio de movimientos formales preestablecidos, este modelo fue desarrollado en Japón con base en el arte del sable o kendo. Este tipo de combate consiste en la aplicación por parejas de técnicas en ataque, defensa y contraataque recogidas en el kihon y en los katas, realizándolo en varios pasos hasta llegar a un solo paso. Pudiéndolo ejecutar a varios niveles (alto) jodan, (medio) chudan, (bajo) gedan, (ushiro) desde atrás, (yoko) desde uno o ambos lados; alternando niveles, velocidades, uso de los pies y manos de forma alterna, por separado o de forma simultánea, incluyendo finalmente dentro del estudio del karate como Budo (arte marcial) a modo de semi-contacto, técnicas poco comunes como: agarres, lanzamientos, algunas luxaciones y unas pocas estrangulaciones, permitiendo el estudio y madurez técnica y emocional. A su vez, desde la metodología el kihon kumite, o combate formativo Se divide en:
- Ippon Kumite: combate a un paso / una técnica
- Sanbon Kumite: combate a tres pasos / tres técnicas
- Jiyu ippon Kumite: asalto libre a una técnica
- Yakusoku Kumite: combate estudiado, con una coreografía preestablecida
- Shiai Kumite: combate reglado (de competición), puntuado.
- Jyu Kumite: combate libre, sin puntuación.

Con el fin de hacerlo más dinámico, en esta forma de combate le fueron dadas normas de puntuación, las cuales se reformaron en el 2011, posteriormente las técnicas se les dieron puntos así:
- Yuko 1 punto
- Waza ari 2 puntos
- Ippon 3 puntos

La siguiente etapa histórica fue el combate deportivo, o Shiai kumite (o combate deportivo libre reglado entre dos oponentes), donde se incluyen las pocas técnicas de golpeo válidas en el combate deportivo, y finalmente desarrollar con los grados medios (o desde el 5 kyu) y los grados altos es decir ( desde el 2 kyu y después del cinturón negro primer (1) Dan), quienes ya deben tener la suficiente madurez emocional, precisión, rapidez y control, el Ju-Shiai kumite (o combate libre deportivo entre dos oponentes), para más adelante en el transcurso de la evolución marcial del practicante, realizar el kata bunkai kumite, donde se busca explorar, realizar y aplicar un repertorio seleccionado y variado de las técnicas y tácticas contenidas en las formas del karate, como Budo, es decir orientadas a la defensa personal.
Actualmente, permanecen dos modalidades de Kumite deportivo o Shiai kumite, o combate de competición: el Jyu Kumite, tiene una mayor difusión realizándose al punto o con contacto ligero, conocido como kumite tipo JKA, o de la Japanese karate Association/ Asociación Japonesa de Karate, y el kumite tipo WKF, en alusión a la Federación Mundial de Karate o 'World Karate Federation'. Estos reciben el nombre de Shiai - Kumite. Se trata de combates entre dos deportistas con reglas, en el que cada contrincante debe anotar el mayor número de puntos, en un tiempo límite, intentando marcar algunas técnicas no letales, sobre el rival en zonas y con superficies de contacto permitidas. Con los requisitos de: buena forma, actitud vigorosa, deportividad, distancia correcta y tiempo adecuado. Generalmente los deportistas van protegidos por una serie de protecciones reglamentarias; como guantines, protectores bucal e inguinal, espinilleras y zapatones de espuma. El casco se usa para algunas categorías y modalidades.
Así, dos oponentes con cinturones de diferentes colores (rojo o azul) se sitúan en los extremos del tatami (o superficie de competencia), y cuando se les da la orden, entran y saludan a los jueces y al rival esperando a que se dé la señal de comenzar el combate. Para ganar, los competidores deberán marcar el máximo de puntos posibles (golpes de puño, de pie, lanzamientos, y barridos reglamentarios) en un tiempo límite. Al finalizar el tiempo, y una vez declarada la victoria de uno de los competidores, estos saludarán al árbitro y luego se saludarán entre ellos mismos, dándose también la mano y despidiéndose al salir de la estera o Tatami.

### Bunkai o análisis y desarrollo de aplicaciones
El término bunkai se refiere a la aplicación en combate o autodefensa de las técnicas incluidas en las formas o kata. En las escuelas clásicas del karate de Okinawa (como por ejemplo: Shorin Ryu, Goju Ryu, y Uechi Ryu) el bunkai, o porqué de la técnica (gesto) y la táctica (desplazamiento) son de vital importancia y ocupan una gran parte del tiempo de entrenamiento, además del trabajo de acondicionamiento físico. Sin estos aspectos, la comprensión de los kata quedaría incompleta. Sin embargo, para las escuelas tradicionales y modernas de karate-do provenientes del Japón, (como por ejemplo: Shotokan, Shito ryu, Wado Ryu, etc.) quienes poseen un mayor énfasis deportivo; el bunkai es un complemento de las formas o kata transmitido de forma repetitiva, sin profundizar, siendo menos importante y detallado, orientado hacia el cómo, en búsqueda de una ejecución técnica perfecta. Más en las escuelas provenientes de Okinawa se busca el desarrollo de los diferentes medios físicos de autodefensa para una situación de peligro real, es decir sin reglas. Actualmente el estudio del bunkai como medio de legítima defensa está recibiendo cada vez mayor atención en el mundo del karate occidental. Algunos de los pioneros más conocidos en esta faceta de la disciplina son: Patrick McCarthy, Harry Cook, Iain Abernethy, Ryan Parker, entre otros. Ya que en las últimas décadas la faceta de la defensa personal ha sido abandonada en muchas escuelas de karate-Do actuales, favoreciendo la formación del individuo y la orientación deportiva limitándose a la metodología del perfeccionamiento estético de los kata, el kihon, y al desarrollo del combate deportivo o kumite, sea a los puntos; o bien con contacto a similitud del kickboxing, como ocurre en el estilo Kyokushinkai.
El Bunkai como aplicación de las técnicas de básicas o "kihon" y de los movimientos pertenecientes a las formas o "kata" sirve para ajustar y adoptar el uso técnicas y tácticas reales (incluyendo por ejemplo: las patadas bajas, la alternancia entre posiciones altas y bajas, el uso de la mano en "hikite" en todos los golpes, haciendo un mayor énfasis en las combinaciones de golpes, luxaciones, estrangulaciones, golpes de mano abierta, y lanzamientos). Haciendo frente a un oponente palpable y no imaginario, haciéndose patente el estudio del propio rango o distancia, la potencia a aplicar, el manejo de la media distancia, el desarrollo de los reflejos, la precisión en los golpes, los desplazamientos, el uso de las posiciones en movimiento, etc. Elementos que en la práctica individual no pueden ser desarrollados con eficacia. Existe aun el estereotipo pedagógico según el cual, el kata es un combate imaginario contra varios atacantes, mientras que en la visión tradicional, generalmente, tal como decía el maestro Kenwa Mabuni, fundador del estilo Shito Ryu o tal como se practica en Okinawa; el kata se considera como una serie de movimientos seguidos hechos contra un mismo atacante que no se rinde o que no es fácil de reducir, que da pelea, que se resiste de forma hábil, que está vivo. Dado el carácter amplio del estudio de las katas y su bunkai, la posibilidad de varios atacantes también puede ser tenida en cuenta, pero originalmente no era el sentido principal de los kata. El Bunkai no deportivo se estudia (no son modelos coreograficos, sino un rompecabezas cinético) principalmente por parejas: por turnos uno hace de atacante y el otro aplica las técnicas del kata como defensa, primero poco a poco y progresivamente más rápido y fuerte; y con variantes progresivas en los contraataques y ángulos de ejecución. El estudio del bunkai no se limita a una o dos aplicaciones sino que se investigan las distintas posibilidades de cada movimiento, posición, y desplazamiento con el fin de aprender los principios que hacen del karate un arte de autodefensa eficaz y versátil. Algunos kata ofrecen movimientos simplificados pero su aplicación es diferente a lo que se aparenta. Otros ofrecen múltiples aplicaciones interpretando los movimientos a partir de los movimientos de los gestos básicos o Kihon. Gran parte de estas aplicaciones queda a la interpretación, comparación, exploración e investigación del karateka experimentado, con base en: la anatomía, la biomecánica, la fisiología y la psicología. Contemplando las diferentes técnicas de golpeo, luxación, lanzamiento, derribo, sujeción, uso de los puntos vulnerables, y el conocimiento y representación de las fases de escalación del conflicto. Así el practicante puede darse cuenta de que la defensa personal se trata de proteger a sus seres queridos, y sobre todo de evitar el conflicto o de sobrevivir a este, por encima del propio ego.

### Hojo Undo o acondicionamiento del cuerpo
El Hojo Undo se refiere a una serie de instrumentos y prácticas corporales (ej: kote- kitae) destinadas a preparar al cuerpo para el combate. Los instrumentos son generalmente objetos pesados con los que se realizan diversos ejercicios. Su uso se distingue del uso de pesas en otras disciplinas (por ejemplo el fitness) en que están diseñados para desarrollar la fuerza y el control de los movimientos de karate de una forma específica. También incluye prácticas y objetos de acondicionamiento de las partes del cuerpo destinadas a ser utilizadas como defensa o ataque (nudillos, antebrazos, pies, tibias, dedos, codos, etc.), mediante golpeo repetitivo para desarrollar dureza y/o insensibilidad por impacto tanto en huesos y tendones como en la piel, al mismo tiempo que se mejora la estructura corporal mediante una práctica progresiva (por lo descrito en las leyes de Wolff y Depeche sobre regeneración adaptativa de los tejidos sometidos a presión, antes de la etapa adulta). Aunque suele decirse que es con el fin de insensibilizar esas zonas y desarrollar callos, solo algunas escuelas aun lo hacen con ese fin.
Algunos de los instrumentos utilizados en la práctica del Hojo Undo son: la tabla de golpeo, o Makiwara, Chishi o candado de piedra, Nigiri game o jarrón/es de boca ancha, Kakete iki, Kongoken o anillo de hierro, Ishisashi, Tan-Tou o vara de hierro, Jari-bako, Tetsu-geta o sandalias de plomo, Sashi-ishi, Makiage-kigu, Tetsuarei, Temochi-shiki makiwara, makiwara cilíndrico, entre otros.
Actualmente los objetos de Hojo Undo tradicional se complementan con elementos modernos para el acondicionamiento físico, como: los sacos de boxeo, los escudos de golpeo, las mancuernas, los discos, las barras, las máquinas de polea o resorte, etc.

## El karate como deporte olímpico
Con 50 millones de practicantes en el mundo, el karate es el segundo arte marcial y deporte de combate más practicado en el mundo, después del llamado «karate coreano» o taekwondo con 60 millones, y mucho más que el Judo que tiene 16 millones. Al contrario que estas, el karate no llegó a ser una disciplina olímpica hasta Tokio 2020, pese a que el taekwondo en sus dos modalidades (WTF e ITF) es de por sí una variación de los estilos de karate (shudokan, shotokan y shito ryu respectivamente, junto a las técnicas de pateo derivadas del arte y danza marcial coreana del taekyon). Esto teniendo en cuenta que se realizan numerosas competiciones de karate a nivel local, regional, nacional, continental, internacional y mundial. Incluso el karate está incluido en numerosos eventos como: los juegos mundiales, los juegos de Asia, los juegos Mediterráneos y los juegos Panamericanos.
El «karate coreano» o taekwondo se convirtió en disciplina olímpica desde los juegos del año 2000 en Sídney, Australia, por el impulso del entonces presidente del Comité Olímpico Internacional (COI), Juan Antonio Samaranch. En 2005, durante la sesión 117.ª del COI en Singapur, en la que se decidió que el baseball y el softball no seguirían en el programa olímpico de los juegos a partir de 2012, dejando así dos lugares disponibles para la inclusión de nuevas disciplinas. Cinco deportes fueron examinados por las comisión del programa olímpico: el patinaje, el squash, el golf, el karate y el rugby siete. Dos fueron tenidos en cuenta para el programa de los juegos de Londres 2012: el squash y el karate, que tenían el 60 % de los votos necesarios a su favor, pero se requería una mayoría de ⅔ partes para ser elegidos. Tras una nueva sesión hecha en octubre de 2009 en Copenhague, se determinó qué ciudad llevaría a cabo los juegos de Río en 2016, y cuáles serían los deportes incluidos. El karate se presentó por novena vez entre cinco deportes no olímpicos a elegir y no alcanzó la mayoría de votos necesaria. Los contactos entre las federaciones de los deportes paralímpicos y el comité paralímpico internacional buscan que el handikarate o parakarate (que se realiza en silla de ruedas), sea un deporte de demostración en los juegos de Londres de 2012.
En el 2009, En la votación hecha durante el comité Internacional olímpico número 121; el kárate no recibió la mayoría de los votos (2/3 partes de los votos) para convertirse en deporte olímpico. A pesar de que se le estaba considerando para los olímpicos de 2020, pero tras la reunión del comité ejecutivo del COI. que se realizó en Rusia el 29 de mayo de 2013, se decidió que el kárate junto con el wushu y otras disciplinas no relacionadas con las artes marciales, no sería tenido en cuenta para ser incluido en los juegos de 2020. Asimismo esta decisión fue ratificada en la sesión número 125 del COI llevada a cabo en Buenos Aires, Argentina, en septiembre de 2013.
Los maestros del arte marcial tradicional tanto en Okinawa como en el Japón temen que, una vez que el karate sea ratificado como deporte olímpico, y debido a la especialización competitiva, se pierda aún más su faceta como método de autodefensa, tal como ocurre actualmente con el Judo y en el Taekwondo, que dejaron de practicar varias de las técnicas y tácticas propias de la defensa personal, como varias técnicas de golpeo, desarmes, luxaciones y lanzamientos, además de los métodos de golpeo a puntos vulnerables y vitales, perdiendo efectividad ante el surgimiento de nuevos deportes de contacto como las artes marciales mixtas (Mma / Amm ).
El 3 de agosto de 2016, el Comité Olímpico Internacional (COI) aprobó incluir cinco nuevos deportes para los Juegos Olímpicos de Tokio 2020: béisbol/sóftbol, surf, escalada deportiva, karate y skateboarding.
Se disputaron una prueba femenina y otra masculina de kata (series de movimientos) y tres pesos por sexo en kumite (combate).
Tras los Juegos Olímpicos de Tokio el karate deja de ser deporte olímpico y es sustituido en favor de otras disciplinas como el break dance.

## Fundamentos filosóficos del Karate-Do
Como en otras artes marciales modernas, o (Gendai Budo) en el karate se establece una diferencia entre la práctica meramente técnica y la de crecimiento interior del practicante, utilizando para ello la palabra "Dō" (camino, búsqueda espiritual) que en las tradiciones chinas y japonesas se utiliza para señalar a aquellas actividades que se practican con esa intención de crecimiento personal, en contraste con una práctica meramente técnica (jutsu).
El maestro Gichin Funakoshi, fundador del estilo Shotokan plasmó en su obra autobiográfica: "Karate-Dō: Mi camino" la filosofía de lo que para él era realmente el Karate. Lo entendió como "el purgar de uno mismo los pensamientos egoístas y malos. Porque solo con la mente despejada y consciente puede uno entenderse, así como el conocimiento que recibe". También afirmó: Karate ni senté nashi (空手に先手なし), que significa aproximadamente "en karate no hay un primer movimiento", entendiéndose que un practicante de Karate nunca debe albergar, mostrar una actitud arrogante y violenta, sino que al Karate-Dō se le debe considerar como un medio para la evolución personal continua a través de un tipo específico de acondicionamiento físico y la adquisición de habilidades.
Funakoshi, quien era un asiduo practicante de la filosofía del Confucionismo, creía que uno debe ser "interior y exteriormente, humilde". Solo al comportarse con humildad se puede estar abierto a muchas opiniones respecto al karate. Esto permite escuchar y ser receptivo ante la crítica. A su juicio, la cortesía era de primordial importancia. Dijo que los practicantes de karate "nunca ser fácilmente arrastrados a una lucha". Se entiende que un golpe de un verdadero experto podría significar la muerte. Está claro que los que abusan de lo que han aprendido se deshonran a sí mismos. Asimismo, el maestro Funakoshi promovió la convicción personal y el pensamiento de que en "tiempos de graves crisis pública, hay que tener el coraje para hacer frente a … un millón de rivales". Enseñando además que la indecisión es una debilidad.
Existe una historia escrita por Funakoshi, que refleja el sentido del karate. Es una parábola acerca del Dō (camino) y un hombre insignificante:
Un karateka pregunta a su Sensei (o maestro que ha recorrido el camino): ¿Cuál es la diferencia entre un hombre del Dō y un hombre insignificante?
El Sensei respondió: "Cuando el hombre insignificante recibe el cinturón negro primer Dan, corre rápidamente a su casa gritando a todos el hecho. Después de recibir su segundo Dan, escala el techo de su casa, y lo grita a todos. Al obtener el tercer Dan, recorrerá la ciudad contándoselo a cuantas personas encuentre."
El Sensei continuó: "Un hombre del "Do" que recibe su primer Dan, inclinará su cabeza en señal de gratitud; después de recibir su segundo Dan, inclinará su cabeza y sus hombros; y al llegar al tercer Dan, se inclinará hasta la cintura, y en la calle, caminará junto a la pared, para pasar desapercibido. Cuanto más grande sea la experiencia, habilidad y potencia, mayor será también su prudencia y humildad".
La práctica del Karate-Dō no se refiere tan solo al desarrollo técnico y táctico, al acondicionamiento físico, al estudio de los katas y al combate real o deportivo. También debe ir de la mano del desarrollo vivencial de la parte humana y la parte espiritual, el crecimiento como personas y ciudadanos ejemplares que unidos por el bien común beneficien a la sociedad. Para lograr esto, el Karate-Do posee principios y objetivos comunes para el crecimiento de sus alumnos: respeto, justicia, armonía y esfuerzo son los primordiales.
En el caso del Karate-Dō, la ética deriva de las filosofías del confucianismo y del budismo zen, aplicados al Karate-Dō. Estos principios fundamentales están basados en el código de los guerreros medievales japoneses o samurái, llamado bushidō. En resumen, estos se podrían sintetizar como los siguientes:
- La Cortesía: el respeto y las buenas maneras del comportamiento.
- La Rectitud: ser capaz de tomar una decisión sin vacilar. Ser justo y objetivo en toda circunstancia.
- El Coraje: afrontar el reto de tomar decisiones.
- La Bondad: ser magnánimo, paciente y tolerante.
- El Desprendimiento: actuar desinteresadamente, sin egoísmos y generosamente.
- La Sinceridad: decir siempre la verdad, defender esta, y ser fiel a la palabra dada.
- El Honor: aprecio y defensa de la dignidad propia.
- La Modestia: no ser soberbio ni vanidoso.
- La Lealtad: no traicionar a nadie, ni a uno mismo. Ser fiel a las propias convicciones.
- El Autodominio: tener control sobre los actos, emociones y palabras.
- La Amistad: entregarse en un todo. Saber compartir y ayudar.
- La Integridad: tratar a todos por igual, defender los principios, y ser fiel a los compromisos.
- Generosidad: dar sin pedir nada a cambio.
- Imparcialidad: emitir juicios de acuerdo a la verdad.
- Paciencia: es tolerar lo intolerable.
- Serenidad: control de los impulsos ante conflictos y dificultades.
- Autoconfianza: creer en uno mismo.

Los valores éticos del Karate se recuerdan en cada Dojo, mediante el Dojo Kun o código de normas de conducta el cual es recitado en cada clase, a manera de recordatorio de la filosofía buscando aplicar los principios filosóficos del karate-Do a la vida diaria, para beneficio del individuo, y la sociedad.

## Estilos
Hoy en día ya son muchos los estilos de Karate-Do tanto de origen okinawense como japonés reconocidos por la Federación Mundial de Kárate o World Karate Federation (WKF), siendo los más difundidos los siguientes: Shorin-Ryu, Goju-Ryu, Uechi-Ryu, Isshin-Ryu, Shorinji-Ryu, Ryuei-Ryu, Shito-ryu, Shotokan, Kushin Ryu, Wado-ryu, y Kyokushinkai. Algunos de estos se describen a continuación:
- Shorin Ryu

Registrado oficialmente en 1908 por el maestro Chosin Chibana. Es un sistema de karate derivado del Shuri-te o estilo del palacio de Okinawa. Tiene sus bases en las técnicas y tácticas para las distancias media y larga heredadas de los pioneros del arte como: Kanga Sakukawa (To-de Sakukawa) y Sokon Matsumura, modificadas por su discípulo Yasutsune Itosu o Anko Itosu. El estilo fue posteriormente nombrado Shorin Ryu por uno de sus alumnos, el maestro Chosin Chibana. Este estilo de karate con el tiempo derivaría en variantes como Matsumura seito, Kobayashi, Shobayashi y Matsubayashi Shorin-ryu (combinación de karate Shorin-ryu con el Tomari-te del maestro Chotoku Kyan, uno de los tres estilos de To-de de Okinawa) y sería la base técnica de las variantes de karate japonés, provenientes de la región de Honshu en el Japón como: el Shotokan, el Shito-ryu y el Wado-ryu. El karate Shorin-Ryu propuesto por Chosin Chibana sería conocido más tarde como Kobayashi Shorin-ryu, siendo una de sus principales características la enseñanza de dos de los estilos más importantes de Kobudo (arte de manejo de armas ancestrales de okinawa): el kobudo estilo Ryukyu y el Kobudo estilo Matayoshi-ryu fundado por Shinpo Matayoshi. También cabe mencionar que este estilo Shorin-ryu o Kobayashi Shorin-ryu es el único estilo de karate que preserva y enseña el programa completo de kobudo. Actualmente, hay varios maestros de otros estilos de kárate, que aprendieron kobudo con maestros de Shorin-ryu. Sin embargo, en el ámbito del kárate japonés, al kobudo se le considera como un arte marcial aparte del karate. Como estilo, el Shorin Ryu hace fundamental hincapié en el combate en las distancias media y larga, así como en la rapidez, la movilidad, la creación de potencia de golpeo (generada momentáneamente por el movimiento de anteversión de la pelvis, la transferencia del peso corporal, y la contracción temporal fija de los músculos del torso y el abdomen además de la rotación de la cadera), los desplazamientos naturales, los bloqueos o chequeos en ángulo, la penetración en los golpes y la eliminación de cualquier movimiento que no posea un objetivo específico.
- Gōjū Ryū

Desarrollado a partir del Naha-te o estilo de la ciudad puerto de Naha. Su popularidad se debió principalmente al maestro Kanryo Higaonna (1853-1915), quien abrió un dojo en la ciudad de Naha, basándose en ocho formas traídas de China. Su mejor alumno, Chojun Miyagi (1888-1953), más tarde fundó formalmente el Gōjū Ryū, o "estilo suave y duro" en 1930. En el karate Goju-ryu se pone mucho énfasis en el combate a media y corta distancia combinando técnicas de bloqueo circular suave con contraataques fuertes y rápidos ejecutados en una rápida sucesión, así como agarres y técnicas de inmovilización. Actualmente, el Goju-ryu tiene variantes tanto de la región de Honshu (islas principales del Japón) así como en Okinawa. De las variantes de la región de Honshu están la Goju-kai, la Seigokan Goju-ryu fundada por Seigo Tada, Nihon Goju-ryu fundado por Gogen Yamaguchi y entre las variantes practicadas en Okinawa están el Gohakukai-ryu que es una combinación de Goju-ryu con el Tomari-te fundado por Iken Tokashiki, y el Yuishinkan Goju-ryu fundado por Tomoharu Kisaki" que es una combinación de Goju-ryu con el Shuri-te y técnicas de Judo.
- Uechi Ryū

Fundado en 1915 por Kanbun Uechi y denominado con su nombre actual en 1939, su origen está compuesto por un antiguo estilo de kung fu (paigonoon, o estilo del tigre y la grulla) que aprendió en China y el Tode proveniente de la ciudad okinawense de Naha o Naha-te. Este estilo de karate es uno de los tres estilos principales de la prefectura de Okinawa junto con el karate Goju-ryu y el karate Shorin-ryu, además de ser el origen de estilos japoneses en la región de Honshu como el Koshukai Uechi-ryu y el Seishin-ryu. El estilo Uechi Ryū hace principal énfasis en movimientos circulares y fuertes, el uso de la distancia y corta, un gran acondicionamiento físico, así como técnicas de agarres, golpes de mano abierta y derribos.
- Shohei-ryu

Fundado en 1991 por la organización OKIKUKAI-Okinawa Uechi-Ryu Karate-Do Association, debido a que esta organización se separó de la organización Kokusai Shubukai Uechi-ryu Kyokai por problemas con el tercer soke del estilo Uechi-ryu, Kanmei Uechi (décimo Dan). Los maestros de esta organización juntaron a varios maestros del estilo Uechi-ryu de Okinawa y Japón para hacer crecer más la organización, sin embargo hubo algunos maestros que no aceptaron la invitación entre los que destacan sensei Gushi, sensei Seiko Toyama, sensei Kiyohide Shinjo de Kenyukai, entre otros que decidieron apoyar a la familia del sensei Kanbun Uechi. En el año de 1991, en una reunión en la ciudad de Naha en la prefectura de Okinawa, Japón, los altos maestros de la OKIKUKAI deciden fundar el estilo Shohei-ryu que significa estilo del sol naciente, usando los kanjis de la era showa y el hei, lo anterior debido a que no podían usar el nombre de Uechi-Ryu por problemas de derecho de autor, y que ya no contaban con la autorización del tercer Soke del estilo Kanmei Uechi.
Para diferenciar el estilo Shohei ryu, se crearon nuevas katas para el estilo entre las que destacan las katas Ryuko (en honor al hanshi Ryuko Tomoyose), Kata Giken creada por el Hanshi Yoshitsune Senaga (fundador de la organización Kenseikai Uechi-ryu, afiliada a la OKIKUKAI), Kata Kokahuho creada por el hanshi Tsuneo Shimabukuro (fundador de la organización Uechi-ryu Konan-ryu, afiliada a la OKIKUKAI), kata Shinshu creada por el Hanshi Satoru Shinki (antes de que la OKIKUKAI se separara de la organización Shubukai, esta kata solo se enseñaba a los maestros de alto rango o hanshis, pero en Shohei-ryu se incluyó dentro del programa de grados danes).
En el año 2010 el Hanshi Shintoku Takara junto con un grupo pequeño de maestros deciden separarse de la OKIKUKAI, por problemas con otros maestros y fundar la Okinawa Uechi-ryu Karate-do Association, aunque aun usando el logo de la OKIKUKAI, por lo que se tenían 2 OKIKUKAIS, una Uechi-ryu y otra Shohei-ryu, un año más tarde las organizaciones afiliadas y que apoyaban la OKIKUKAI entre las que se encuentran Kenseikan de Yoshitsune Senaga y Konan-ryu de Tsuneo Shimabukuro también se separan de las 2 OKIKUKAIS.
En el año 2014 muere el Hanshi Shigeru Takamiyagi de OKIKUKAI Shohei-ryu, perdiendo a uno de sus más grandes exponentes, y en el año 2016 al hacerse el Karate-do deporte olímpico para los juegos de Tokio 2020, deciden apoyar dicha causa, cosa que el resto de maestros del estilo en Okinawa y Japón no vieron de buena manera. En el año 2017, el uso del nombre Uechi-ryu pasa a ser de dominio público, según las leyes japonesas, por lo que la OKIKUKAI abandona el nombre de Shohei-ryu y retoma el nombre de Uechi-ryu conservando las katas nuevas creadas hasta el momento y estando en proceso de crear una nueva kata. Cabe mencionar que el tercer soke Kanmei Uechi murió en 2010, por lo que el cuarto soke Kanji Uechi tomó el mando del estilo Uechi-ryu, y dio nuevamente la autorización a OKIKUKAI de usar el nombre otra vez. En el año 2019 fallecen los maestros Toshio Higa y Ryuko Tomoyose por lo que la OKIKUKAI pierde a otros dos de sus grandes maestros en un año.
En agosto del año 2019, el kyoshi Kazuma Shibahara Cinta Negra octavo Dan de la OKIKUKAI, junto con su amigo el kyoshi Yohei Nakajima séptimo Dan de Ryuei-ryu deciden salir de Japón, el sensei Kazuma rompe vínculos con las dos OKIKUKAIS (la de Shintoku Takara y la comandada por Tsutomu Nakahodo que era la del Shohei-ryu), ambos emigran a Latinoamérica, el sensei Kazuma emigra a la ciudad de Querétaro en México, y el kyoshi Yohei a Guatemala. La razón de esto es que ambos deciden crear un nuevo estilo de Karate-do usando el nombre de Shohei-ryu, por lo que crean la organización Kokusai Seidokan Nihon Shohei-ryu Karate-do Kyokai. El nuevo o resurgido Shohei-ryu conserva las katas del estilo uechi-ryu, las katas que se crearon en Okikukai, y agregan las katas del estilo Ryuei-ryu y dos katas de kyokushin que son Garyu y Yantsu. Con lo anterior el estilo Shohei-ryu pierde su característica de estilo okinawense pasando a ser parte de los estilos japoneses, pero aún más fortalecido que antes.
- Shito-ryu

Fundado en 1928 por Kenwa Mabuni (1889-1952), influenciado directamente tanto por el Naha-te como por el Shuri-te, aunque enfatizando más el Shorin-Ryu que el Goju-Ryu, básicamente es un estilo mixto de karate-do. El nombre Shito se deriva de la combinación de los caracteres japoneses de los nombres de los maestros de Mabuni: Anko Itosu y Kanryo Higaonna. Las escuelas de Shitō-ryū poseen un gran número de katas, tomadas de varios estilos como el Shorin-Ryu, Shorinji-Ryu, Isshin-Ryu y Goju-Ryu. El Shito Ryu se caracteriza por un especial énfasis en la velocidad de ejecución de las técnicas y en la precisión de sus movimientos.
- Shotokan

Registrado por Gichin Funakoshi (1868-1957) en Japón en 1938, aunque fue dado a conocer desde 1922. "shoto" era el seudónimo usado en sus poemas por el maestro Funakoshi y "kan" (escuela o dojo), se considera el primer estilo propiamente japonés de karate-Do. Asimismo, al maestro Funakoshi se considera el fundador del karate moderno, ya que fue el primero en dar a conocer el arte en la región de Honshu en el Japón. Funakoshi nació en la ciudad de Shuri en Okinawa. En su infancia comenzó a estudiar karate (conocido en ese entonces como: te, tuidi, o to-te) con el maestro Yasutsune Azato, uno de los mayores expertos de Okinawa en este arte, y posteriormente con el reconocido maestro Anko Itosu. En 1921 Funakoshi introdujo de manera pública por primera vez el Karate en Tokio. En 1936, a los 70 años, abrió su propia sala de entrenamiento. El dojo fue nombrado por sus primeros alumnos, y se llamó Shotokan. El Shotokan actual tiene características muy específicas que no se deben al tipo de karate de Okinawa enseñado inicialmente por el maestro Gichin Funakoshi; sino a las varias innovaciones incluidas por sus alumnos incluyendo a su hijo Yoshitaka, y a su alumno el maestro Masatoshi Nakayama. Innovaciones hacia el aspecto deportivo, las cuales aunque Gichin Funakoshi no siempre las compartió; las permitió en pos de hacer del karate más que un método de defensa personal, buscando un medio de formación del individuo. Este estilo se caracteriza por el uso asiduo de las posiciones bajas, amplias y fuertes y el trabajo de rotación de la cadera, los bloqueos en ángulo, la preferencia por la distancia larga, la rotación de la cadera tanto en el ataque como en la defensa, y el uso de la sinergia muscular para generar la potencia, tanto en las técnicas de ataque con puño y mano abierta, como en las técnicas de defensa; asimismo posee: algunos lanzamientos y varios barridos similares al Judo, basados en varias técnicas de lucha provenientes de la lucha típica de Okinawa, o "Tegumi". Al igual que varios conceptos y métodos de entrenamiento tradicional derivados del kendo (esgrima japonesa), debido a que estas artes marciales fueron practicadas por varios de sus maestros iniciadores, y pioneros en su difusión en occidente.
- Wadō-ryū

Fundado en 1939 por Hironori Otsuka, es un sistema de karate desarrollado a partir del kobayashi Shorin Ryu, enseñado por Gichin Funakoshi antes de desarrollar el estilo Shotokan, junto con varios elementos tácticos (desplazamientos) y técnicos (luxaciones, lanzamientos y estrangulaciones) derivados del jiu-jitsu japonés (concretamente del estilo Shindō Yōshin-ryū, 新道楊心流), estilo del cual que el maestro Otsuka era ya considerado un gran maestro. El Wadō-ryū pone un fuerte énfasis en la suavidad, la absorción, sin olvidar la aplicación precisa de la fuerza. También incluye la disciplina espiritual, llevando al practicante a armonizarse con su entorno, siendo esto lo que significa "Wado Ryu": "camino de la armonía".
- Seito Kai Kan Ryu o Seito Kai Kan

Fundado por Sousui Heianna Zukeran Kousuke 10º Dan (1944-2023), su estilo se basa en los sistemas originales de Okinawa: Uechi-Ryu, Ryuei-Ryu y Goju-ryu, además del Nanpa Shorin Ken. Sensei Heianna fue alumno de Uechi Kanei con el que aprendió Uechi-Ryu, fue alumno después de Kenko Nakaima con el que aprendió Ryuei-Ryu y más tarde entreno Goju-Ryu con Yagi Meitoku y Miyazato Eiichi. Estudió Nanpa Shorin Ken con el Gran Maestro DanYaho (pronunciación okinawense) en China. En 1979 oficialmente funda Seito Kai Kan, el cual, se refiere a los estilos originales de Okinawa y Shaolin del Sur (China), teniendo su Dojo en la Ciudad de México. Crea la organización Heianna Group que conjunta su conocimiento de Medicina Tradicional de Okinawa y de su estilo de artes marciales, en México y Chile. Las Katas del estilo Seito-Kai-Kan son Sanchin, Pechurin (versiones corta y larga), Seiyunchin, Seisan, Saifa, Niseishi, Anan, Heiku, Paiku, Paipo, Pachu, Ohan, Kanshiwa, Kanshu, Kanchin, Seichin, Seiryu, Sanseiryu, Useishi, Koryuu, Wanduan, Wankan, Bodai, Shisoochin, Daini Shisoochin, Kushanku, Passai, Niseiryu, Shorin Kyuho ichi, Shorin Kyuho ni, Shirasagi, Ryuho, Hiho, Hiho Ni y Shimpo; además de katas de Kobudo y Kenbu. Seito-Kai-Kan es un estilo de arte marcial que agrupa Uechi-Ryu, Ryuei-Ryu, Goju-Ryu, Nanpa Shorin Ken y Kobudo (Heian Ryu). Deportivamente, el Sensei Heianna fue peleador de Kick Boxing Japonés a finales de los años 60 bajo la escuela del famoso Sawamura Tadashi y obtuvo el campeonato de peso gallo en 1969 y 1970. Sensei Heianna en junio del 2023, dejó al Sensei Ernesto Sentíes (su alumno más avanzado y fiel a su maestro) bajo juramento, como continuador y promotor de su estilo de artes marciales para aquellos que fuesen comprometidos con la escuela.

Además de estos estilos base, existen infinidad de variantes y combinaciones de ellos. Algunos son originarios de Okinawa, como el Isshin-ryū del maestro Tatsuo Shimabuku. Otros surgieron de la fusión de otros estilos o por divisiones internas de los anteriores, incluyendo elementos de otras artes marciales, como el Ken-Shin-Kan fundado por Seiichi Akamine, el Shindo Jinen Ryu fundado por Yasuhiro Konishi, el Kyokushin o Kyokushinkai fundado por Masutatsu Ōyama, el Gensei Ryu del Renbu Kai de Geka Yung, el Shōtōkai de Shigeru Egami, el Kushin Ryu, Shokundo-Ryu de Taito Kumagawa,Shudokan del maestro Kanken Toyama, entre otros.

### Artes marciales y deportes de combate derivados e influenciados por el kárate
El Taekwondo o "kárate coreano" es un deporte olímpico de combate que se basa fundamentalmente en artes marciales mucho más antiguas como el taekkyon coreano en la forma y realización de los golpes con el pie y desplazamientos; y en los estilos Shūdōkan, shito ryu y shotokan (en el taekwondo WTF/hoy día WT) y shotokan (en el taekwondo ITF) del karate-Do japonés de donde obtiene los golpes con el puño, los golpes a mano abierta, la planimetría (o división del cuerpo por zonas alta/media/baja), los bloqueos, las posiciones, el sistema de grados por cinturones, su primer uniforme, y sus primeras formas. Las formas del Taekwondo fueron desarrolladas entre 1960 y 1990 siendo conocidas como "Poomsae"/pumse en la WT (World Taekwondo) y "Hyong" en la ITF (International Taekwon-Do Federation), estas se establecieron con el fin de promover aún más su propia identidad.
Asimismo el Tangsudo, o tang soo do, otro estilo similar al taekwondo, pero que busca ser más tradicional, al no ser muy competitivo, fue muy influenciado por el Kárate-Do japonés, su fundador el coreano kuk Wan Lee, adoptó la gran mayoría de los katas del estilo de kárate Shotokan (exceptuando las posiciones bajas), y preservó incluso el manejo del bastón largo japonés o bō dentro de su estilo. y renombrando las técnicas, posiciones y comandos en idioma coreano. A estas técnicas adicionó las técnicas patadas del arte y danza marcial clásica coreana del Taekkyon. Posteriormente en los años 50, varias corrientes y asociaciones del Hapkido coreano adoptaron varias de las técnicas del Tangsudo de bloqueo, golpes a mano abierta y de puño, como complemento y conexión para la ejecución de varias técnicas de luxación y lanzamiento, que también fueron previamente adaptadas de las disciplinas japonesas del judo y del Daito Ryu aiki jiu-jitsu, (siendo este el antecesor directo del Aikido).
El full contact o karate a "contacto pleno" es un deporte de combate que nació en los Estados Unidos en los años 60 como respuesta a las expectativas de eficacia de muchos de los practicantes occidentales de artes marciales tradicionales en EE. UU., como el Karate-Do, el Taekwondo, y el kung-fu/wu shu, quienes, contando con una muy buena preparación física, observaron que los campeonatos tradicionales "al punto" no eran lo suficientemente cercanos y justos a la realidad del combate. Sus técnicas incluyen el uso de todos los golpes del boxeo, las técnicas de patadas altas y los barridos, exceptuando las técnicas de patadas a los muslos tipo "low kick", buscando la puesta fuera de combate del adversario o "knock out" (nocaut). El primer Campeonato Profesional fue llevado a cabo por la United States Karate Association en 1964. Entre la lista de Campeones Mundiales de Karate Profesional se encuentran Joe Lewis, Chuck Norris y Bill Wallace. El full contact es actualmente una de las modalidades de competición del kick boxing y se le considera uno de los antecesores históricos de las modernas Artes Marciales Mixtas (AMM / MMA).
El Daido-Juku Kudo (大道塾空道 Daidō Juku Kūdō?) es también conocido simplemente como Kudo (空道 Kūdō?) es un arte marcial moderno de origen japonés, fundado en 1981 por Takashi Azuma, quien fuera campeón de karate kyokushin. Esta disciplina es principalmente una combinación de kárate y Judo, aunque incluye elementos del boxeo y del kickboxing. Los competidores de Daido-Juku visten un "kudogi" oficial, basado en el tradicional judogi. Este diseño es ideal para las técnicas de proyección y agarre. En competición, los kudokas han de utilizar protecciones genitales y bucales, junto con coderas, guantes de artes marciales mixtas y casco ("SuperSafe") homologados.

## Karate en edad escolar
A lo largo de su historia, el karate se ha adaptado no solo a la defensa personal y al uso militar sino que desde su llegada al Japón en el siglo XX, la práctica del karate se ha enfocado en la educación emocional y moral de sus practicantes; y como cualquier arte marcial tradicional, enseñado de forma progresiva, debidamente planificado, y valorado conlleva un sinfín de beneficios. Tanto para niños, para los adolescentes y para los adultos. Los principales beneficios de la práctica constante del karate y su filosofía de vida incluyen tanto la salud del cuerpo, como la de la mente junto a la obtención de una actitud consciente, perseverante, reflexiva, respetuosa y decidida. De manera general la práctica:
1. Desarrolla la concentración, el autocontrol, y la confianza en uno mismo.
2. Pone el cuerpo en forma y mejora la postura y respiración.
3. Aumenta la coordinación, la fuerza, la rapidez y la flexibilidad.
4. Enseña a respetar a los compañeros y a trabajar en equipo con humildad.
5. Es un medio ideal para la concentración y la canalización de las emociones.

En lo que respecta a los beneficios del entrenamiento en las artes marciales formativas gendai budo en los niños, son:
1. Enfoque: si son bastante intranquilos se calmarán un poco, ya que aprenderán a canalizar su energía y también a respetar a los demás compañeros, por la disciplina necesaria para dominar las diferentes técnicas del arte.
2. Confianza: la práctica ayuda a los niños a superar paso a paso la timidez que puedan tener, y a buscar el apoyo de sus compañeros para interactuar con ellos y ayudarse entre sí.
3. Auto imagen: por medio de la participación en los torneos de forma (kata) y combate bajo el modelo de kumite deportivo o al punto, aprenderán a superar sus miedos, desarrollando la mente y el cuerpo, superando el miedo a actuar en público. Respecto a la competición, se inculca inicialmente a los niños que es un juego, que la calidad de lo hecho debe que ser bueno, y que no hay ni mejor ni peor; simplemente hay que disfrutar de lo que se hace y eso debe ser transmitido desde el "sensei" o instructor, hacia el niño desde que son pequeños. Esto les ayudará a desarrollar la humildad, la valía y el respeto por los demás en la competición.
4. Adquisición de hábitos: La práctica ayuda a llevar una vida sana, sobre todo si se participa en competiciones, ya que, aparte de entrenar, se debe cuidar mucho más la alimentación, y las horas de sueño, sin descuidar los estudios, siendo necesario el organizar el tiempo.

Los niños a los que les guste este arte marcial pueden comenzar a practicarlo desde los 4 años de edad, o especialmente durante la adolescencia, cuando buscan su identidad; la práctica constante les ayudará al desarrollo de su personalidad y a la construcción de su carácter, a concentrarse mejor a la hora de estudiar, mejorando la toma de sus futuras propias decisiones, y a tener una buena disciplina en el colegio, respetando a sus compañeros, profesores y superiores.
Al adulto, la práctica ha de proporcionarle una mejor calidad de vida, preparándole para la vejez, siendo un espacio donde reflexionar, aplicar y desarrollar aún más, su inteligencia emocional.